# Картинг

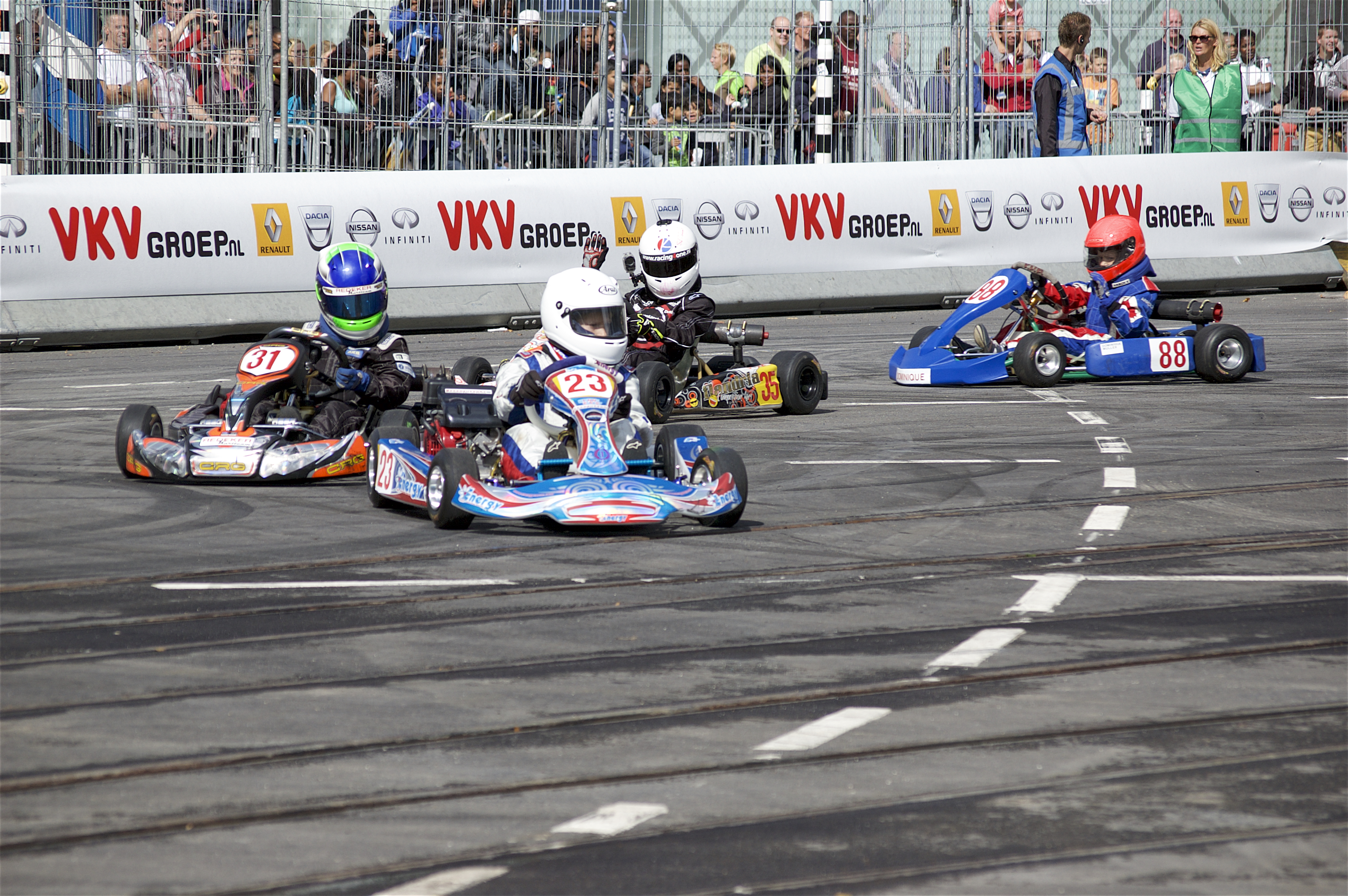
Змагання з картингу у Роттердамі, Нідерланди.

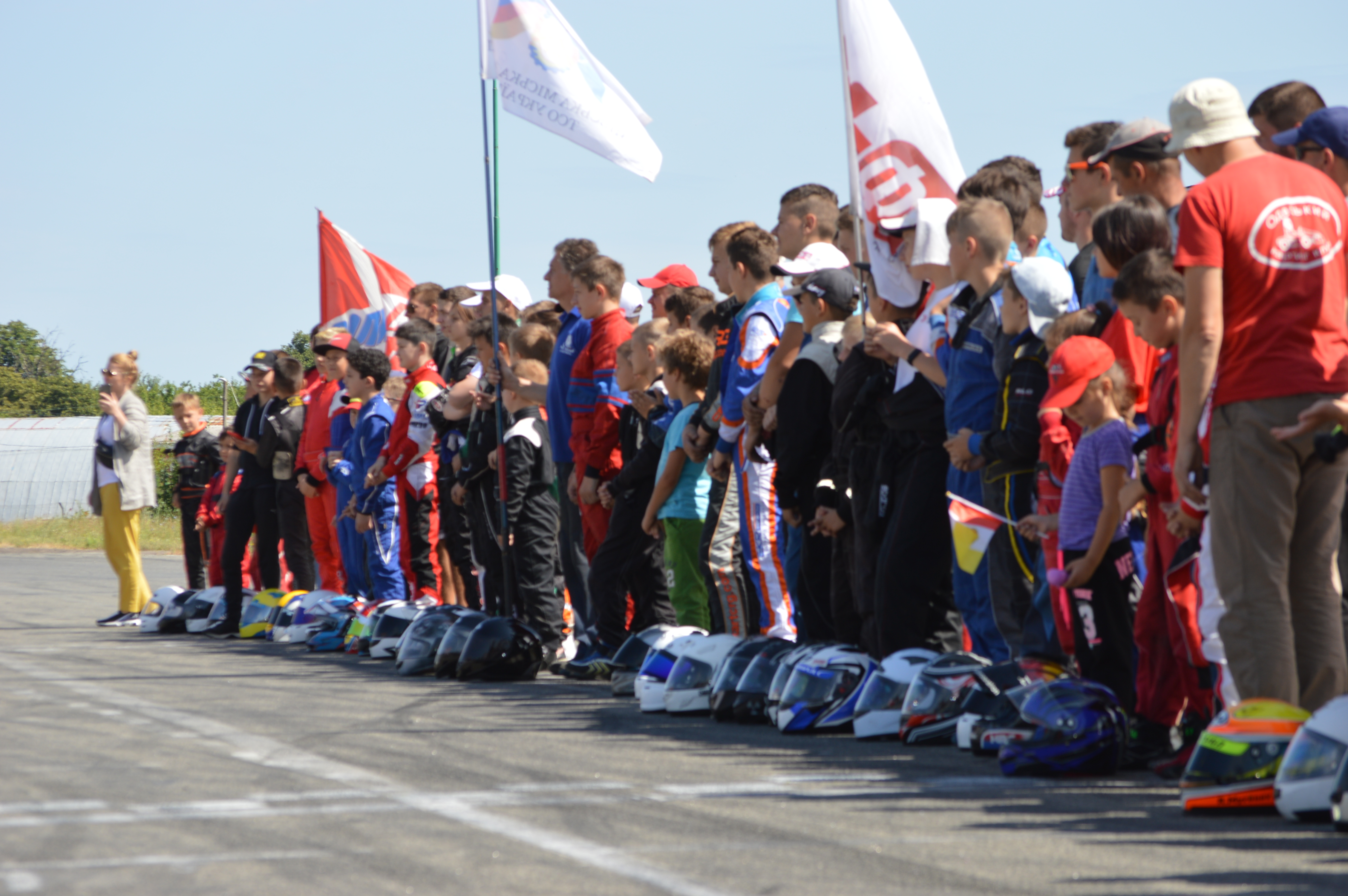
Відкриття змагань із картингу м. Київ 2019

Ка́ртинг – вид технічних видів спорту, у якому застосовуються карти – невеличкі гоночні автомобілі з відкритими колесами. Карт може розвивати швидкість від 24 км/год (любительські моделі) до 260 км/год (спортивні карти). Часто картинг розглядають як початковий етап у підготовці до дорожчих і престижніших технічних видів спорту.

## Історія виникнення
За легендою перші карти з'явилися завдяки американським льотчикам. Працівник компанії «Kurtis Kraft» сконструював перший прототип карта в 1956 році. У карта було найпростіше ручне гальмо, а двигун — від газонокосарки.
Першим виробником картів була американська компанія Go Kart Manufacturing Co. (1957). 1959 року McCulloch була першою компанією, яка виробляла двигуни для картингів. Її перший двигун, McCulloch MC-10, був адаптованим двотактним двигуном від бензопилки. Пізніше, у 1960-х роках, мотоциклетні двигуни також були адаптовані для використання в картингу, перш ніж спеціалізовані виробники, особливо з Італії (IAME), почали створювати двигуни виключно для картів.

## Спортивний картинг
Для когось спортивний картинг — це перша сходинка в автоспорт, для інших – дороге, але захопливе хобі. Більшість гонщиків Формули-1 починали кар'єру з картингу. Серед них: Міхаель Шумахер, Міка Хаккінен, Фернандо Алонсо, Нікі Лауда, Айртон Сенна і Себастьян Феттель.
Спортивні класи поділяються на любительські і національні, а також на міжнародні класи.
У національних змаганнях в Україні існують такі класи:
Піонер Н Міні

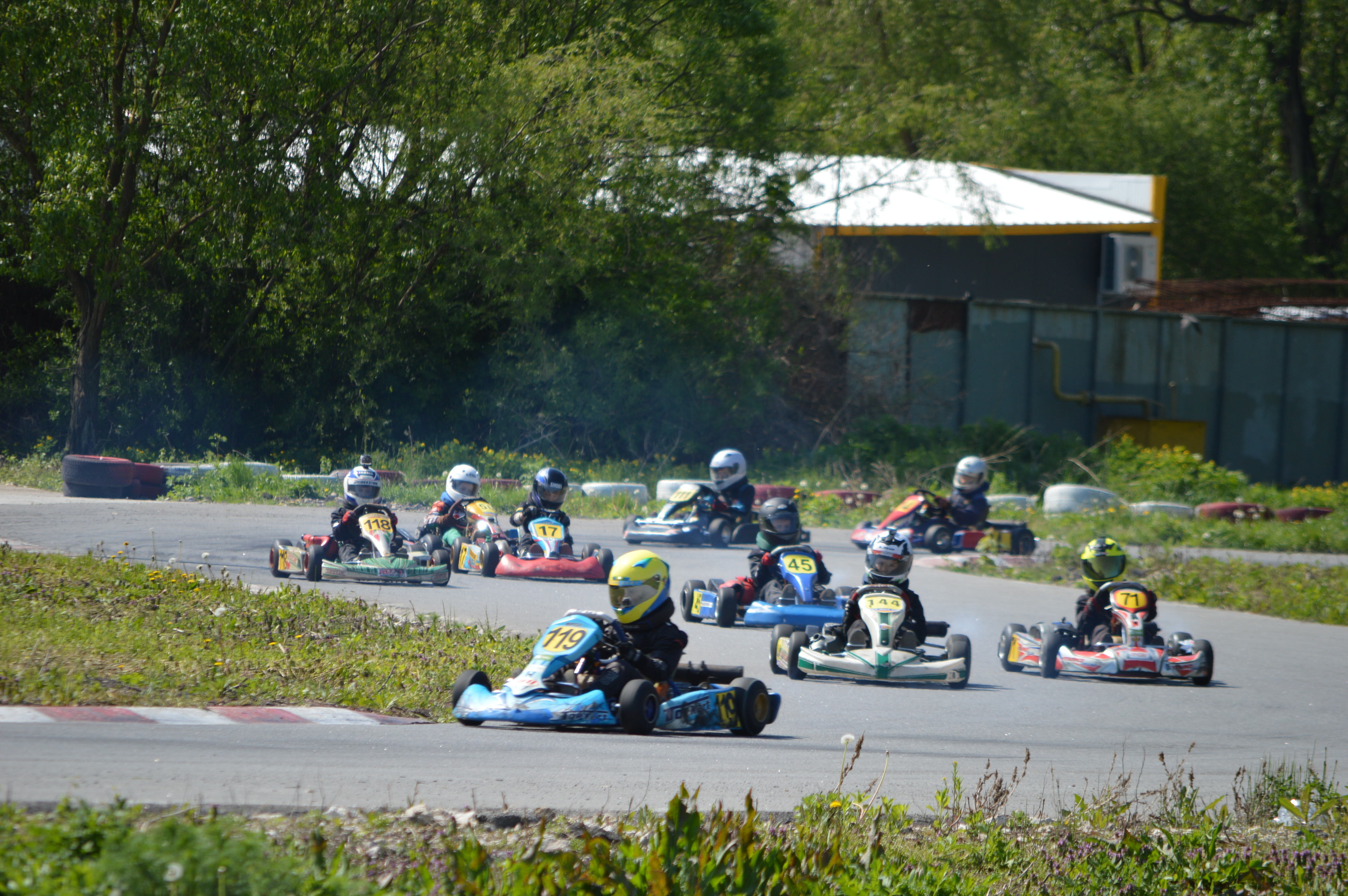
Заїзд класу Піонер Н Тернопіль

Це клас для наймолодших дітей (від 5 до 10 років). У змаганнях використовують двигуни для газонокосарки виробництва «Мотор Січ», на карбюратор яких встановлюються прокладки — це зменшує вхідний отвір, і, відповідно, потужність двигуна. Незважаючи на це, максимальні показники швидкості становлять 60—70 км/год. Рама дитяча 900—1004 мм.
Піонер Н
Це клас для дітей віком від 10 до 13 років. У змаганнях тут використовують той самий двигун українського виробництва, що й у класі Піонер Н Міні.
Рама дитяча 900—1004 мм.
60-baby
Діти 4-9 років із моторами 60 см³.
60-mini

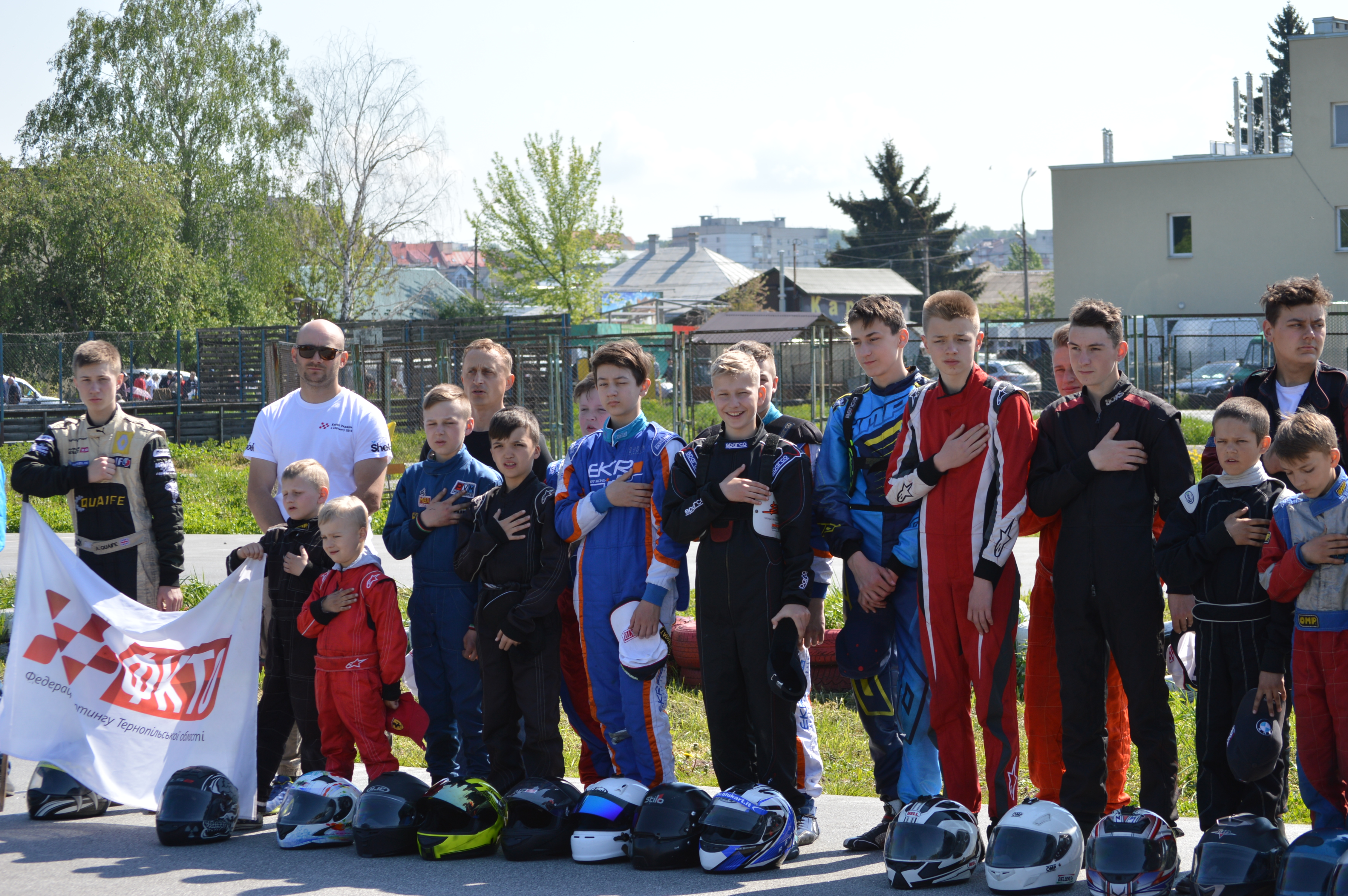
Збірна Федерації картингу Тернопільської області та м. Тернопіль

Діти віком до 13 років. Використовують мотори 60 см³.
National junior

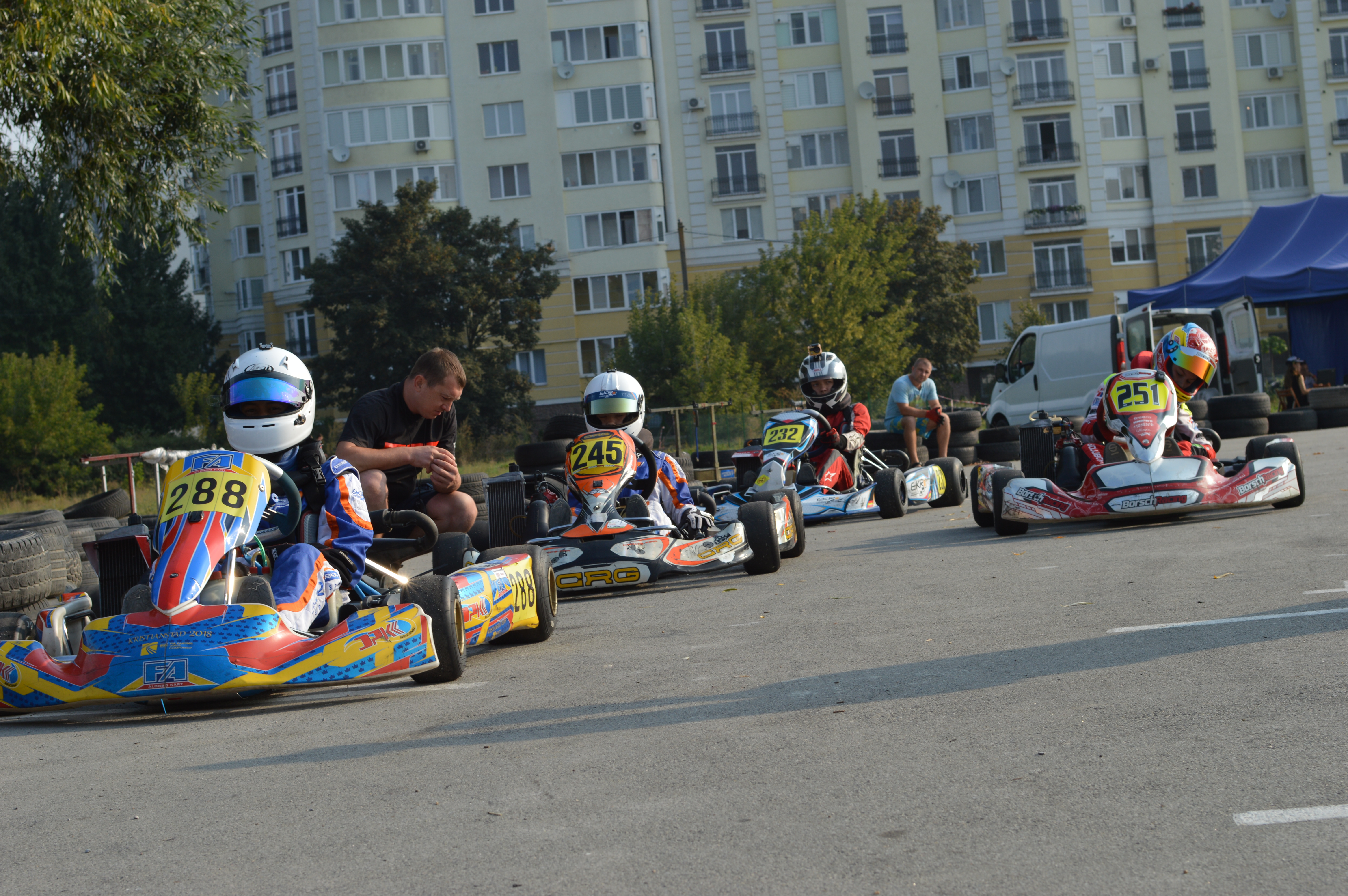
Карти класу безкоробка 125см³ Тернопіль

Це клас для підлітків 13—16 років. Дозволено використовувати мотори об'ємом до 125 см3. Зараз переважно використовують мотори Rotax max junior із водяним охолодженням. Швидкість досягає 130 км на годину.
Популярний-юніор
Клас для підлітків віком від 13 до 16 років. Використовують дорослі рами і мотори CZ із коробкою передач.
Популярний
Дорослий клас, від 16 років. Використовують дорослі рами і мотори CZ із коробкою передач.
National

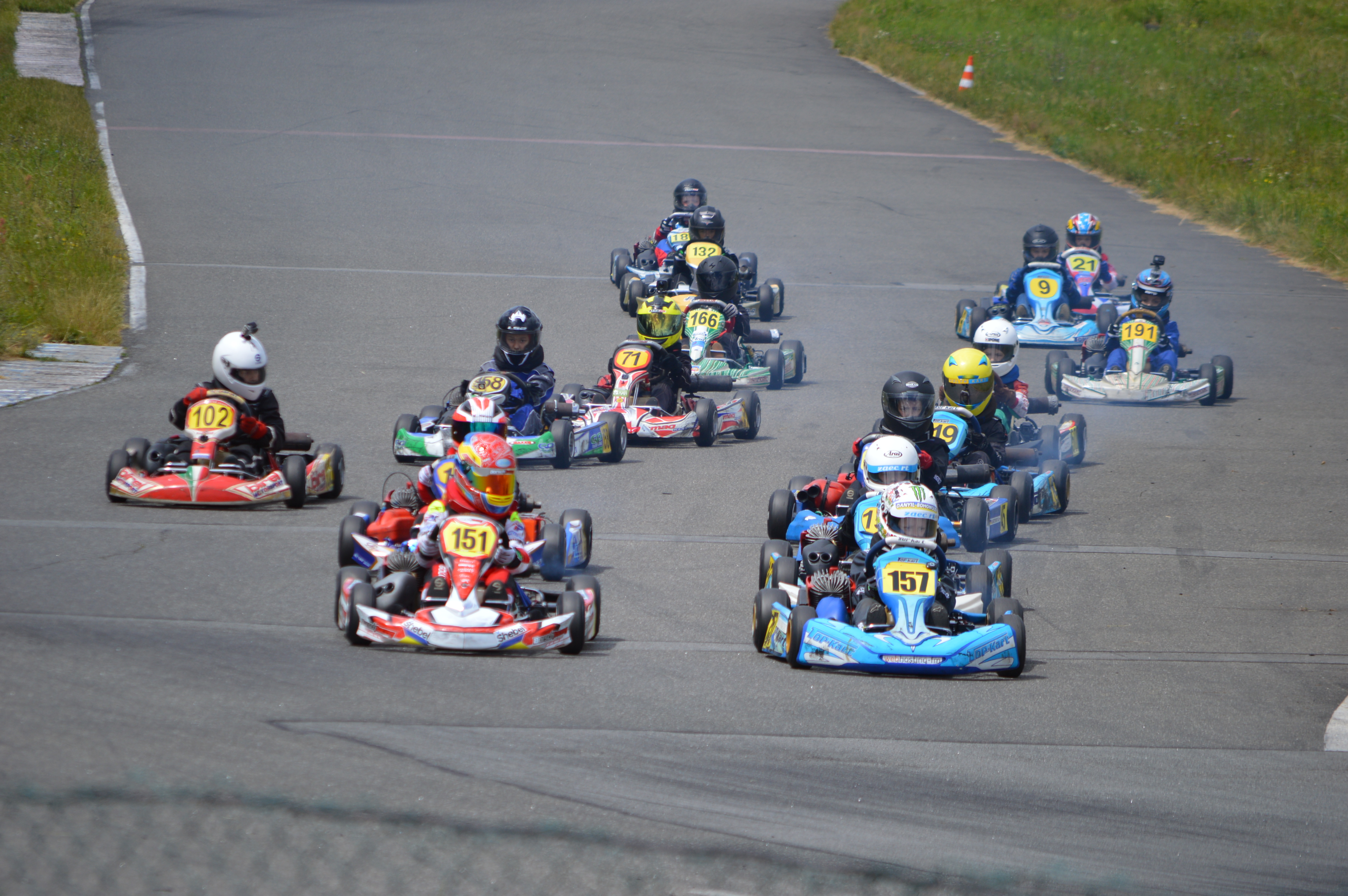
Клас 60 Чайки Київ

Дорослий клас від 16 років. Дозволяється використовувати мотори об'ємом до 125 см3, із клапаном. Здебільшого використовують мотори Rotax MAX EVO, TM.
National Shifter
Мотори із коробкою передач об'ємом 125 см3; переважно використовують мотори «TM». Вік учасників: від 16 років.
Comer micro
Картингові траси в Україні
Київський картодром «Чайки»
Полтавський картодром «Лтава»
«Dnipro Kart» м. Кам'янське
Тернопільський картодром «ФКТО»

### Картингові прапори
У картингу застосовуються такі прапори:
- стартовий;
- клітчастий – фініш;
- червоний – гонка зупинена;
- чорно-білий з табличкою – неспортивна поведінка;
- чорний з помаранчевим колом, із табличкою – технічні проблеми, загроза безпеці самого гонщика або його суперників;
- чорний з табличкою – виключення із заїзду;
- зелений з жовтим шевроном (w) – фальстарт;
- жовтий – сигнал небезпеки;
- зелений – небезпека минула;
- червоно-жовтий – слизька дорога;
- білий – попередження про повільний рух карта;
- блакитний – вимога пропустити.

## Прокатний картинг
Крім спортивного картингу, дедалі більше організацій пропонують картинг як форму розваги та активного відпочинку. Вони використовують як криті траси, так і треки, розташовані просто неба. Картинг продовжує набувати популярності не тільки серед дітей, а й серед дорослих.
Карти здаються в оренду на заїзди середньою тривалістю 10—15 хвилин разом із захисною амуніцією (костюми, рукавички, шоломи). Безпека також забезпечується міцнішою, порівняно зі спортивними картами, рамою й обмеженою потужністю двигунів.

## Офіційні і любительські інтернет-сторінки щодо картингу в Україні
http://cku.org.ua/ [Архівовано 22 липня 2016 у Wayback Machine.] — сторінка Комітету картингу Автомобільної Федерації України
http://www.karting.in.ua [Архівовано 7 лютого 2019 у Wayback Machine.] — результати змагань, регламент, фото.
http://www.karting.in.ua/forum/ [Архівовано 22 листопада 2018 у Wayback Machine.] — форум шанувальників картингу в Україні